# Megalithanlagen von Hagestad

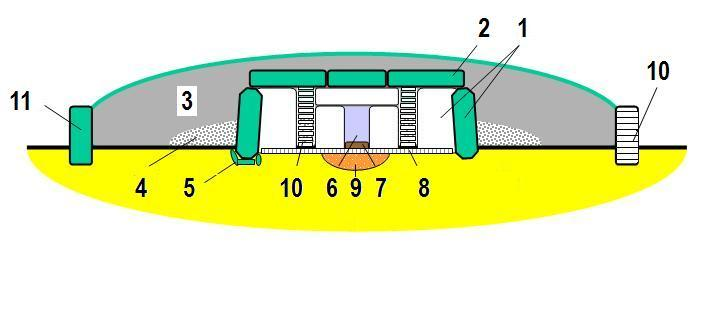
Schema Ganggrab (Querschnitt) 1=Trag-, 2= Deckstein, 3=Erdhügel, 4=Dichtung, 5=Verkeilsteine, 6=Zugang, 7= Schwellenstein. 8=Bodenplatten, 9=Unterbodendepots, 10=Zwischenmauerwerk 11=Randsteine

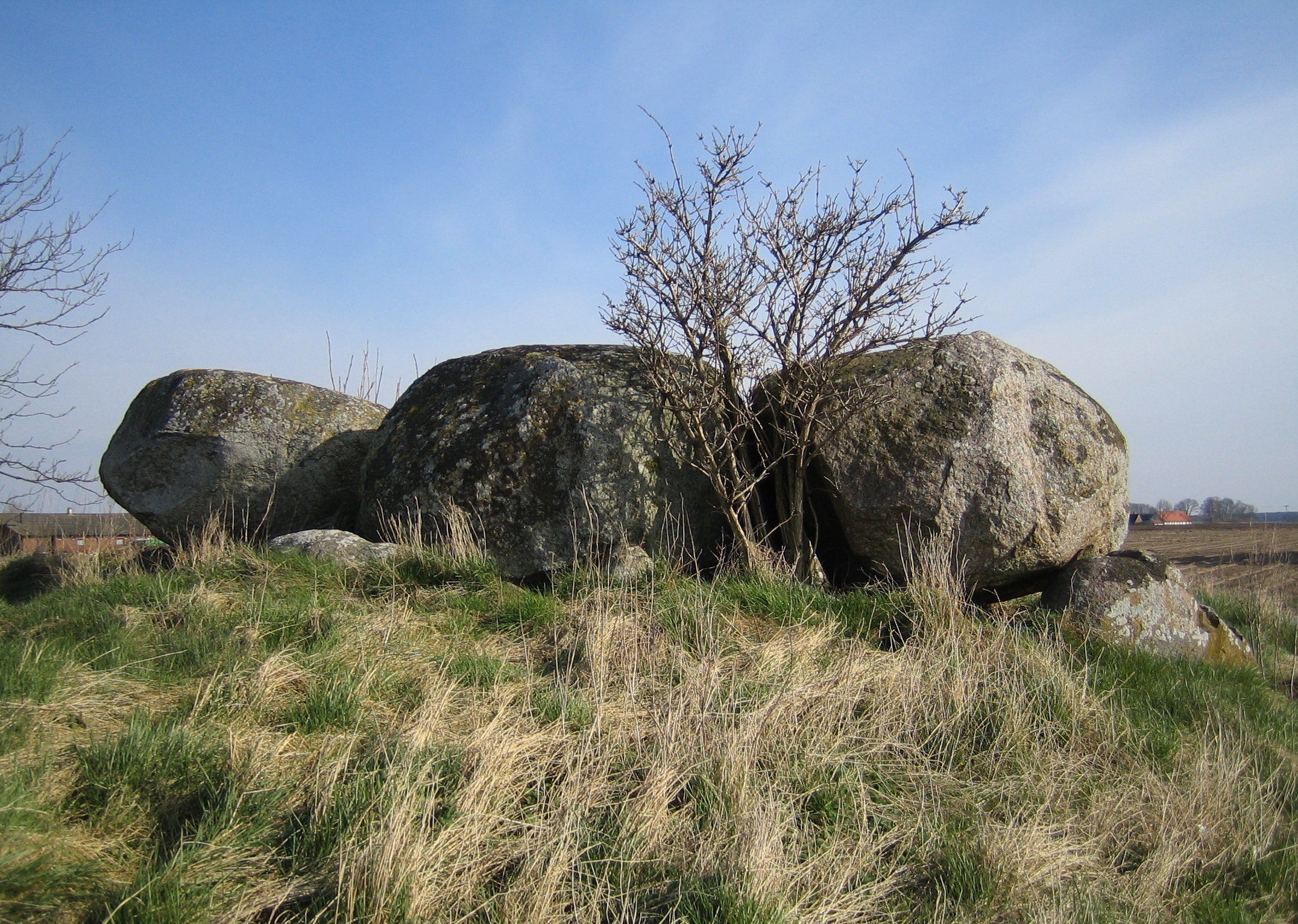
Ramshög oder Ramsbjer (Hagestad Nr. 8)

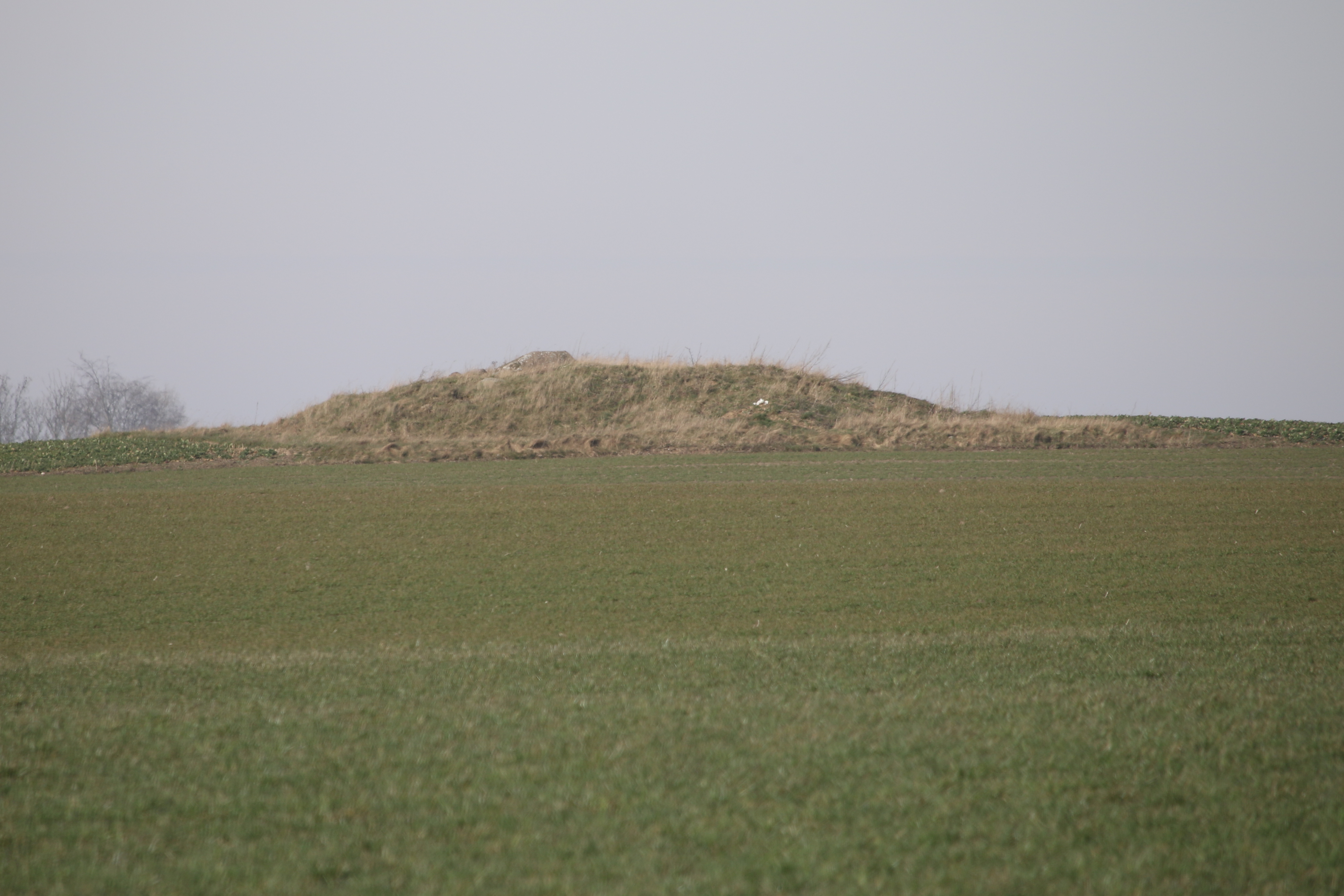
Albertshög

Die Megalithanlagen von Hagestad liegen östlich von Ystad in der historischen schwedischen Provinz Schonen. Märta Strömberg untersuchte die drei Ganggräber: Albertshög (Hagestad Nr. 37), Carlshögen (Hagestad Nr. 14), Ramshög (auch Ramsbjer, Hagestad Nr. 8) und den Dolmen (schwedisch Dösen, Hagestad Nr. 2) und veröffentlichte einen gemeinsamen Bericht. Die Anlagen entstanden zwischen 3500 und 2800 v. Chr. als Megalithanlagen der Trichterbecherkultur (TBK). Ganggräber sind eine Bauform jungsteinzeitlicher Megalithanlagen, die aus einer Kammer und einem baulich abgesetzten, lateralen Gang besteht. Die Form ist primär in Dänemark, Deutschland und Skandinavien, sowie vereinzelt in Frankreich und den Niederlanden zu finden. Die Megalithanlagen der Trichterbecherkultur entstanden zwischen 3500 und 2800 v. Chr. Neolithische Monumente sind Ausdruck der Kultur und Ideologie neolithischer Gesellschaften. Ihre Entstehung und Funktion gelten als Kennzeichen der sozialen Entwicklung.

## Lage
Das Untersuchungsgebiet von Märta Strömberg erstreckte sich über eine Fläche von etwa 30 Quadratkilometer im südöstlichen Schonen, zwischen den Städten Ystad und Simrishamn. Die vier Großsteingräber und Dolmen liegen zwischen Löderup und Hagestad in der Gemeinde Ystad.

## Ramshög
Das Ganggrab (schwedisch Ganggrift) wurde auf einer natürlichen Anhöhe errichtet. Die Innenmaße der Kammer aus neun Trag- und drei Decksteinen betragen etwa 5,2 × 2,6 m. Der Gang hat bei einer Breite von 65 – 80 cm, eine Länge von etwa 6,6 m und weist im Bodenbereich zum großen Teil gleichmäßig gelegte Kalksteinplatten auf.

## Grabungen
Unvollständige Grabungen erfolgten 1875 durch Baron A. Kurck. Strömberg untersuchte auch das unmittelbare Umfeld der Anlagen. Die Kleinfunde bestanden hauptsächlich aus Bernstein, Feuersteinabschlägen, Scherben und verbrannten Knochen. Der Vorplatz der Anlagen war zudem mit Rußpartikeln übersät. In Hagestad Nr. 2 wurden zehn undatierbare Herdstellen ausgegraben.
Im Carlshögen wies der Lehmboden eine dunkle Verfärbung auf. Hier bildeten in den gewachsenen Boden eingearbeitete Rinnen eine Y-förmige Grube, deren Arme vor den Tragsteinen enden. Die Breite der Rinnen betrug etwa 35 cm, die Tiefe bis zu 48 cm und die Länge bis zu 1,5 m. Im Zentrum lag eine Vertiefung von 60 cm mit einem Durchmesser von 65 cm. In den drei Rinnen wurden neben Feuersteinhaufen auch menschliche Gebeine gefunden. Auf Grund der 14C-Datierung von 2280 v. Chr. (unkalibriert) steht fest, dass die Knochen in zeitlich enger Verbindung mit dem Bau der Megalithanlage (etwa um 3000 v. Chr.) eingebracht wurden.
Strömberg fand auch in Ramshög Gruben. Hier handelte es sich um eine muldenförmige Vertiefung, die ebenfalls datierbares menschliches Knochenmaterial barg. Die hier zum Teil angebrannten Knochen stammen von zwei Individuen. Zudem fanden sich Feuersteinabschläge, drei Feuersteinmesser und eine Keramikscherbe. Sie werden auf 2530 v. Chr. (unkalibriert) datiert.

## Deutung
Für die Rinnen und Gruben gibt es verschiedene Deutungen: „Es könnte sich um Skelettteile aus einem früheren Stadium der Benutzung des Grabes handeln“, es könnten „auch Skelettteile sein, die zuvor an einem anderen Ort aufbewahrt worden waren (Totenhaus oder dergleichen?)“ oder es könnte sich um „Menschenopfer“ handeln. In der Y-Grube von Carlshögen wurden fragmentarische Reste von acht Menschen gefunden, in beiden Gräbern wurden keine Gegenstände gefunden, die eine zur 14C-Methode alternative Datierung ermöglichten. Strömberg sieht in den Anlagen der beiden Grabbauten Parallelen zum Ganggrab in Ingelstorp, Schweden und vermutet, dass die Niederlegung in einem „direktem Zusammenhang mit dem Bau der Kammer“ stand, da diese geschah, bevor man den Bodenbelag aus Feuerstein und Lehm auslegte.